# ICE Hockey League 2020/21
Die Saison 2020/21 der ICE Hockey League, der österreichischen Eishockeyliga mit internationaler Beteiligung, begann am 25. September 2020. Neuer Titelsponsor der Liga ist bet-at-home.com. Da die Vorsaison aufgrund der Coronavirus-Pandemie im Viertelfinale abgebrochen wurde, gibt es keinen Titelverteidiger.

## Im Vorfeld
Bereits im Oktober 2019 hatte die Erste Bank bekannt gegeben, mit Ende der Saison 2019/20 den Sponsorvertrag mit der Liga nicht mehr zu verlängern. Die Bank war mit Beginn in der Saison 2003/04 siebzehn Jahre lang Hauptsponsor und Namensgeber der Liga gewesen. Gleichzeitig verkündete auch der bisherige Free-TV-Partner Servus TV nach zehn Jahren seinen Ausstieg. Im April 2020 schloss die Liga mit bet-at-home einen Dreijahresvertrag als neuem Titelsponsor ab. Neuer Free-TV-Partner ist Puls 24. Der Sender zeigt ein Spiel pro Woche. Weitere Spiele werden wie in den Vorjahren im Pay-TV-Sender Sky Austria laufen. Der neue Name ICE Hockey League sowie das neue Logo wurden am 4. Juli 2020 der Öffentlichkeit präsentiert.

### Teilnehmende Mannschaften
Nachdem zuletzt elf Clubs an der Liga teilgenommen hatten, hatte sich der slowakische Club Bratislava Capitals um eine Teilnahme an der Liga beworben. Die 2015 gegründete Mannschaft war zuletzt in der zweithöchsten slowakischen Spielklasse aktiv und hatte die Hauptrunde der Liga gewonnen. Ende April stimmten die elf bisherigen Clubs der Teilnahme Bratislavas zu. Dagegen zog sich der einzige tschechische Club HC Orli Znojmo im Mai aus wirtschaftlichen Gründen infolge der Coronavirus-Pandemie „zumindest für eine Saison“ in die drittklassige 2. česká hokejová liga zurück.
| Klub                 | Ort            | Hauptrunde 2019/20  | Heimarena                      | Kapazität |
| -------------------- | -------------- | ------------------- | ------------------------------ | --------- |
| HC Bozen             | Bozen          | 5.                  | Eiswelle                       | 7.200     |
| Dornbirn Bulldogs    | Dornbirn       | 11.                 | Messestadion Dornbirn          | 4.270     |
| Graz 99ers           | Graz           | 4.                  | Merkur-Eisstadion              | 4.126     |
| HC Innsbruck         | Innsbruck      | 10.                 | Tiroler Wasserkraft Arena      | 3.058     |
| EC KAC               | Klagenfurt     | 3.                  | Stadthalle Klagenfurt          | 5.088     |
| Black Wings 1992     | Linz           | 7.                  | KeineSorgen EisArena           | 4.863     |
| EC Red Bull Salzburg | Salzburg       | 1.                  | Eisarena Salzburg              | 3.400     |
| Fehérvár AV19        | Székesfehérvár | 9.                  | Ifjabb Ocskay Gábor Jégcsarnok | 3.500     |
| EC VSV               | Villach        | 6.                  | Stadthalle Villach             | 4.500     |
| Vienna Capitals      | Wien           | 2.                  | Erste Bank Arena               | 7.022     |
| Bratislava Capitals  | Bratislava     | – (slowak. 1. Liga) | Slovnaft Aréna                 | 10.055    |

### Trainer
|            | Mannschaft           | Trainer                                                                                       |
| ---------- | -------------------- | --------------------------------------------------------------------------------------------- |
| Osterreich | Dornbirn Bulldogs    | Kai Suikkanen                                                                                 |
| Osterreich | EC Red Bull Salzburg | Matt McIlvane                                                                                 |
| Osterreich | Black Wings 1992     | Pierre Beaulieu                                                                               |
| Ungarn     | Fehérvár AV19        | Antti Karhula                                                                                 |
| Osterreich | Graz 99ers           | Doug Mason                                                                                    |
| Italien    | HC Bozen             | Greg Ireland                                                                                  |
| Osterreich | HC Innsbruck         | Mitch O’Keefe                                                                                 |
| Osterreich | EC KAC               | Petri Matikainen                                                                              |
| Slowakei   | Bratislava Capitals  | Rostislav Čada (bis 29. November 2020) Peter Draisaitl (seit 5. Dezember 2020)                |
| Osterreich | Vienna Capitals      | Dave Cameron                                                                                  |
| Osterreich | EC VSV               | Dan Ceman (bis 5. Dezember 2020) Marco Pewal (interimistisch) Rob Daum (ab 10. Dezember 2020) |

## Grunddurchgang

### Hauptrunde

#### Kreuztabelle
| Heimmannschaft                                            | Gastmannschaft | Gastmannschaft | Gastmannschaft | Gastmannschaft | Gastmannschaft | Gastmannschaft | Gastmannschaft | Gastmannschaft | Gastmannschaft | Gastmannschaft | Gastmannschaft |
| --------------------------------------------------------- | -------------- | -------------- | -------------- | -------------- | -------------- | -------------- | -------------- | -------------- | -------------- | -------------- | -------------- |
| Heimmannschaft                                            | HCB            | RBS            | VIC            | KAC            | G99            | VSV            | BWI            | AVS            | HCI            | DEC            | BRC            |
| HCB                                                       | –              | 2:0 2:3        | 3:2 2:3P       | 2:3V 4:3       | 2:3V 4:0       | 4:1 5:0        | 3:0 4:0        | 4:1 0:1        | 6:1 2:0        | 4:1 5:3        | 6:5 6:0        |
| RBS                                                       | 4:5P 2:3V      | –              | 1:4            | 4:2 1:3        | 10:2 4:3V      | 6:1 2:3V       | 2:3V 2:4       | 5:3 4:3        | 5:1 2:4        | 4:1 2:0        | 5:1 3:2        |
| VIC                                                       | 3:2 0:3        | 4:1 2:4        | –              | 0:1 2:3        | 4:3P 3:2V      | 1:2P 1:2       | 5:3 1:2        | 4:5P 4:2       | 5:4 6:5P       | 2:1 3:4P       | 3:1 3:2        |
| KAC                                                       | 2:3 1:0V       | 4:1 6:3        | 4:5V 5:3       | –              | 0:2 1:2V       | 3:1 4:3        | 1:4 3:2        | 5:0 2:1V       | 2:1 1:4        | 3:4P 4:3       | 2:3 6:1        |
| G99                                                       | 1:2 3:2        | 3:4P 2:5       | 6:2 4:1        | 3:6 2:6        | –              | 4:2 1:3        | 3:1            | 6:4 0:1        | 7:5 4:6        | 1:2 1:7        | 5:4 1:4        |
| VSV                                                       | 2:1V 2:3P      | 1:0P 1:3       | 4:1 4:5        | 2:1 0:4        | 2:6 2:3        | –              | 1:4 4:3        | 3:5 2:5        | 3:4 3:6        | 6:5P 2:1       | 4:6 1:5        |
| BWI                                                       | 1:3 3:2        | 3:6 0:6        | 3:1 2:3        | 0:4 0:6        | 2:0 1:2V       | 2:3 4:3        | –              | 1:4 0:2        | 1:5 1:4        | 2:6 1:3        | 2:5 3:4        |
| AVS                                                       | 5:4 7:4        | 7:0 4:2        | 3:4P 1:4       | 1:4 5:4P       | 5:2 5:4        | 1:2 5:2        | 3:1 5:4V       | –              | 4:5P 3:2V      | 4:5V 0:3       | 3:2P 4:2       |
| HCI                                                       | 2:5 2:3        | 4:1 1:3        | 1:6 5:4V       | 1:2 0:3        | 3:4P 6:3       | 5:4P 5:2       | 6:3 2:4        | 3:4 3:6        | –              | 4:1 2:4        | 2:3P 2:3P      |
| DEC                                                       | 2:3 2:1        | 2:3V 2:3       | 0:4 4:5P       | 1:3 3:1        | 2:0 6:2        | 3:2V 3:5       | 5:3 1:2        | 2:3 4:3V       | 2:6 7:4        | –              | 3:2 6:5V       |
| BRC                                                       | 0:4 4:5P       | 1:0 2:3        | 2:7 2:5        | 2:1 1:3        | 3:5 2:1        | 2:1P 3:2       | 4:3 3:2        | 1:3 2:5        | 5:2 3:2        | 1:4 1:5        | –              |
| V – Sieg nach Verlängerung; P – Sieg nach Penaltyschießen |                |                |                |                |                |                |                |                |                |                |                |

#### Tabelle der Hauptrunde
Erläuterungen: Qualifikation für die Champions Hockey League 2021/22, Platzierungsrunde, Qualifikationsrunde
| Rang | Team                 | SP | S  | N  | OTS | OTN | T   | GT  | TVH | PKT |
| ---- | -------------------- | -- | -- | -- | --- | --- | --- | --- | --- | --- |
| 1    | HC Bozen             | 40 | 23 | 8  | 4   | 5   | 128 | 78  | +50 | 82  |
| 2    | EC KAC               | 40 | 23 | 10 | 3   | 4   | 122 | 80  | +42 | 79  |
| 3    | Fehérvár AV19        | 40 | 20 | 10 | 5   | 5   | 136 | 115 | +21 | 75  |
| 4    | Vienna Capitals      | 40 | 17 | 12 | 7   | 4   | 129 | 109 | +20 | 69  |
| 5    | EC Red Bull Salzburg | 40 | 19 | 13 | 3   | 5   | 120 | 105 | +15 | 68  |
| 6    | Dornbirn Bulldogs    | 40 | 15 | 16 | 6   | 3   | 123 | 112 | +11 | 60  |
| 7    | Bratislava Capitals  | 40 | 14 | 20 | 3   | 3   | 104 | 133 | −29 | 51  |
| 8    | Graz99ers            | 40 | 13 | 19 | 4   | 4   | 109 | 135 | −26 | 51  |
| 9    | HC Innsbruck         | 40 | 13 | 19 | 3   | 5   | 130 | 140 | −10 | 50  |
| 10   | EC VSV               | 40 | 9  | 22 | 5   | 4   | 93  | 135 | −42 | 41  |
| 11   | Black Wings 1992     | 40 | 10 | 27 | 1   | 2   | 81  | 133 | −52 | 34  |

Legende: Sp = Spiele, S = Siege, N = Niederlagen, SNV = Siege nach Verlängerung, NNV = Niederlage nach Verlängerung, T = Tore, GT = Gegentore, TVH = Torverhältnis, PKT = Punkte;

### Zwischenrunde

#### Platzierungsrunde

##### Kreuztabelle der Platzierungsrunde
| Heimmannschaft                                                    | Gastmannschaft | Gastmannschaft | Gastmannschaft | Gastmannschaft | Gastmannschaft | Gastmannschaft |
| ----------------------------------------------------------------- | -------------- | -------------- | -------------- | -------------- | -------------- | -------------- |
| Heimmannschaft                                                    | HCB            | KAC            | AVS            | VIC            | RBS            |                |
| HCB                                                               | –              | 2:3            | 4:3            | 1:3            | 4:2            |                |
| KAC                                                               | 4:2            | –              | 4:2            | 1:2V           | 3:5            |                |
| AVS                                                               | 5:6            | 5:3            | –              | 3:11           | 0:7            |                |
| VIC                                                               | 3:4V           | 4:5V           | 1:6            | –              | 3:4P           |                |
| RBS                                                               | 0:4            | 2:5            | 4:1            | 3:2            | –              |                |
| n. V. – Sieg nach Verlängerung; n. P. – Sieg nach Penaltyschießen |                |                |                |                |                |                |

##### Tabelle der Platzierungsrunde
Für die Platzierungsrunde erhalten die drei bestplatzierten Teams des Grunddurchgangs Bonuspunkte.
| Rang | Team                 | Sp | S | N | SNV | NNV | T  | GT | TVH | PKT (BPKT) |
| ---- | -------------------- | -- | - | - | --- | --- | -- | -- | --- | ---------- |
| 1    | HC Bozen             | 8  | 4 | 3 | 1   | 0   | 27 | 23 | +4  | 18 (4)     |
| 2    | EC KAC               | 8  | 4 | 2 | 1   | 1   | 28 | 24 | +4  | 17 (2)     |
| 3    | EC Red Bull Salzburg | 8  | 4 | 3 | 1   | 0   | 27 | 22 | +5  | 14 (0)     |
| 4    | Vienna Capitals      | 8  | 2 | 2 | 1   | 3   | 29 | 27 | +2  | 11 (0)     |
| 5    | Fehérvár AV19        | 8  | 2 | 6 | 0   | 0   | 25 | 40 | −15 | 7 (1)      |

Pickrecht für die Play-offs (Bozen ist als Sieger des Grunddurchgangs bereits für die Champions Hockey League 2021/22 qualifiziert)
Pickrecht für die Play-offs und Qualifikation für die CHL 2021/22

#### Qualifikationsrunde

##### Kreuztabelle der Qualifikationsrunde
| Heimmannschaft                                                    | Gastmannschaft | Gastmannschaft | Gastmannschaft | Gastmannschaft | Gastmannschaft | Gastmannschaft |
| ----------------------------------------------------------------- | -------------- | -------------- | -------------- | -------------- | -------------- | -------------- |
| Heimmannschaft                                                    | DEC            | BRC            | G99            | HCI            | VSV            | BWI            |
| DEC                                                               | –              | 2:1V           | 4:1            | 4:5P           | 5:6P           | 1:4            |
| BRC                                                               | 4:3P           | –              | 4:2            | 2:3            | 3:5            | 4:2            |
| G99                                                               | 2:1            | 2:3            | –              | 3:2            | 1:5            | 3:5            |
| HCI                                                               | 3:5            | 0:3            | 4:3            | –              | 1:3            | 5:2            |
| VSV                                                               | 3:4            | 3:2V           | 2:4            | 4:3            | –              | 4:2            |
| BWI                                                               | 5:3            | 4:0            | 2:1            | 5:4P           | 5:3            | –              |
| n. V. – Sieg nach Verlängerung; n. P. – Sieg nach Penaltyschießen |                |                |                |                |                |                |

##### Tabelle der Qualifikationsrunde
| Rang | Team                | Sp | S | N | SNV | NNV | T  | GT | TVH | PKT (BPKT) |
| ---- | ------------------- | -- | - | - | --- | --- | -- | -- | --- | ---------- |
| 1    | Dornbirn Bulldogs   | 10 | 3 | 3 | 1   | 3   | 32 | 34 | −2  | 22 (8)     |
| 2    | Bratislava Capitals | 10 | 4 | 3 | 1   | 2   | 26 | 26 | +0  | 22 (6)     |
| 3    | EC VSV              | 10 | 5 | 3 | 2   | 0   | 38 | 30 | +8  | 20 (1)     |
| 4    | Black Wings 1992    | 10 | 6 | 3 | 1   | 0   | 36 | 28 | +8  | 20 (0)     |
| 5    | HC Innsbruck        | 10 | 3 | 5 | 1   | 1   | 30 | 34 | −4  | 14 (2)     |
| 6    | Graz99ers           | 10 | 3 | 7 | 0   | 0   | 22 | 32 | −10 | 13 (4)     |

Qualifikation für die Play-offs; Saison beendet;

### Topscorer
|                    | Spieler            | Mannschaft          | Sp | T  | V  | P  | SM  | +/− |
| ------------------ | ------------------ | ------------------- | -- | -- | -- | -- | --- | --- |
| Schweden           | Dragan Umičević    | Black Wings 1992    | 47 | 14 | 50 | 64 | 26  | +7  |
| Kanada             | Daniel Ciampini    | HC Innsbruck        | 48 | 28 | 30 | 58 | 28  | +7  |
| Osterreich         | Brian Lebler       | Black Wings 1992    | 50 | 33 | 18 | 51 | 56  | −1  |
| Kanada             | Braden Christoffer | HC Innsbruck        | 46 | 19 | 32 | 51 | 122 | +10 |
| Vereinigte Staaten | William Rapuzzi    | Dornbirn Bulldogs   | 48 | 20 | 30 | 50 | 22  | +10 |
| Kanada             | Nick Petersen      | EC KAC              | 48 | 20 | 30 | 50 | 36  | +25 |
| Ungarn             | János Hári         | Fehérvár AV19       | 46 | 15 | 34 | 49 | 28  | +6  |
| Vereinigte Staaten | Ty Loney           | Vienna Capitals     | 44 | 27 | 21 | 48 | 63  | +31 |
| Vereinigte Staaten | Andrew Yogan       | Dornbirn Bulldogs   | 45 | 20 | 28 | 48 | 30  | +9  |
| Vereinigte Staaten | Mitchell Hults     | Bratislava Capitals | 50 | 21 | 25 | 46 | 22  | −14 |

### Torhüter
|                    | Spieler                 | Mannschaft           | Spiele | GAA  | Fangquote |
| ------------------ | ----------------------- | -------------------- | ------ | ---- | --------- |
| Danemark           | Sebastian Dahm          | EC KAC               | 37     | 1,81 | 93,1 %    |
| Kanada             | Leland Irving           | HC Bozen             | 24     | 1,99 | 92,5 %    |
| Vereinigte Staaten | Jean-Philippe Lamoureux | EC Red Bull Salzburg | 36     | 2,36 | 92,0 %    |
| Osterreich         | Thomas Höneckl          | Dornbirn Bulldogs    | 17     | 2,71 | 92,0 %    |
| Ungarn             | Daniel Kornakker        | Fehérvár AV19        | 21     | 2,71 | 91,8 %    |

## Playoffs

### Playoff-Baum
Nach den letzten Spielen der Zwischenrunde wählten die drei bestplatzierten Mannschaften der Platzierungsrunde ihre Gegner für das Viertelfinale aus, woraus sich der folgende Turnierbaum für die Playoffs ergab.
| Viertelfinale                                         | Viertelfinale                                         | Viertelfinale                                         |                                                       | Halbfinale                                            | Halbfinale                                            | Halbfinale                                            |     |          | Finale | Finale | Finale |
|                                                       |                                                       |                                                       |                                                       |                                                       |                                                       |                                                       |     |          |        |        |        |
| PL1                                                   | HC Bozen                                              | 4                                                     |                                                       |                                                       |                                                       |                                                       |     |          |        |        |        |
| QU2                                                   | Bratislava Capitals                                   | 1                                                     |                                                       |                                                       |                                                       |                                                       |     |          |        |        |        |
|                                                       |                                                       |                                                       | PL1                                                   | HC Bozen                                              | 4                                                     |                                                       |     |          |        |        |        |
|                                                       |                                                       |                                                       | PL4                                                   | Vienna Capitals                                       | 2                                                     |                                                       |     |          |        |        |        |
| PL2                                                   | EC KAC                                                | 4                                                     |                                                       |                                                       |                                                       |                                                       |     |          |        |        |        |
| QU3                                                   | EC VSV                                                | 1                                                     |                                                       |                                                       |                                                       |                                                       |     |          |        |        |        |
| (Die Teams werden nach der ersten Runde neu gesetzt.) | (Die Teams werden nach der ersten Runde neu gesetzt.) | (Die Teams werden nach der ersten Runde neu gesetzt.) | (Die Teams werden nach der ersten Runde neu gesetzt.) | (Die Teams werden nach der ersten Runde neu gesetzt.) | (Die Teams werden nach der ersten Runde neu gesetzt.) | (Die Teams werden nach der ersten Runde neu gesetzt.) | PL1 | HC Bozen | 1      |        |        |
| (Die Teams werden nach der ersten Runde neu gesetzt.) | (Die Teams werden nach der ersten Runde neu gesetzt.) | (Die Teams werden nach der ersten Runde neu gesetzt.) | (Die Teams werden nach der ersten Runde neu gesetzt.) | (Die Teams werden nach der ersten Runde neu gesetzt.) | (Die Teams werden nach der ersten Runde neu gesetzt.) | (Die Teams werden nach der ersten Runde neu gesetzt.) |     | PL2      | EC KAC | 4      |        |
| PL3                                                   | EC Red Bull Salzburg                                  | 4                                                     |                                                       |                                                       |                                                       |                                                       |     |          |        |        |        |
| QU1                                                   | Dornbirn Bulldogs                                     | 2                                                     |                                                       |                                                       |                                                       |                                                       |     |          |        |        |        |
|                                                       |                                                       |                                                       | PL2                                                   | EC KAC                                                | 4                                                     |                                                       |     |          |        |        |        |
|                                                       |                                                       |                                                       | PL3                                                   | EC Red Bull Salzburg                                  | 1                                                     |                                                       |     |          |        |        |        |
| PL4                                                   | Vienna Capitals                                       | 4                                                     |                                                       |                                                       |                                                       |                                                       |     |          |        |        |        |
| PL5                                                   | Fehérvár AV19                                         | 0                                                     |                                                       |                                                       |                                                       |                                                       |     |          |        |        |        |
|                                                       |                                                       |                                                       |                                                       |                                                       |                                                       |                                                       |     |          |        |        |        |

### Viertelfinale

#### HC Bozen – Bratislava Capitals
| 12. März 2021 20:15 | HC Bozen Dustin Gazley (30:54) | 1:2 (0:1, 1:1, 0:0) Spielbericht | Bratislava Capitals Maxime Fortier (13:38) Sjarhej Kaszizyn (20:55) | Eiswelle, Bozen |

| 14. März 2021 19:15 | Bratislava Capitals Maxime Fortier (18:44) Mitch Hults (35:17) | 2:7 (1:0, 1:6, 0:1) Spielbericht | HC Bozen Anthony Bardaro (23:38) Brett Findlay (24:45) Marco Insam (26:50) Daniel Catenacci (31:21) Nick Plastino (31:59) Anthony Bardaro (37:46) Nick Plastino (41:01) | Zimný štadión Ondreja Nepelu, Bratislava |

| 16. März 2021 20:15 | HC Bozen Mike Halmo (02:52) Brett Findlay (64:50) | 2:1 n. V. (1:0, 0:1, 0:0, 1:0) Spielbericht | Bratislava Capitals Sjarhej Kaszizyn (27:21) | Eiswelle, Bozen |

| 19. März 2021 20:30 | Bratislava Capitals Michel Miklík (21:58) Adam Bezak (32:38) Brock Higgs (53:04) | 3:4 (0:1, 2:0, 1:3) Spielbericht | HC Bozen Angelo Miceli (18:36) Anton Bernard (45:46) Brett Findlay (46:02) Luca Frigo (49:35) | Zimný štadión Ondreja Nepelu, Bratislava |

| 21. März 2021 18:15 | HC Bozen Brett Findlay (18:01) Dustin Gazley (21:04) Mike Halmo (49:50) | 3:2 (1:1, 1:0, 1:1) Spielbericht Stand: 4:1 | Bratislava Capitals Mitch Hults (08:29) Maxime Fortier (52:28) | Eiswelle, Bozen |

#### EC KAC – EC VSV
| 12. März 2021 19:30 | EC KAC Samuel Witting (04:48) Johannes Bischofberger (05:31) Matt Fraser (33:55) Lukas Haudum (34:26) Matt Fraser (50:12) | 5:1 (2:0, 2:1, 1:0) Spielbericht | EC VSV Martin Ulmer (27:09) | Stadthalle Klagenfurt, Klagenfurt |

| 14. März 2021 17:30 | EC VSV Scott Kosmachuk (01:55) Sahir Gill (04:36) Jamie Fraser (12:53) Martin Ulmer (29:00) Jordan Caron (51:32) Jamie Fraser (59:52) | 6:3 (3:2, 1:1, 2:0) Spielbericht | EC KAC Steven Strong (06:21) Lukas Haudum (09:09) Thomas Hundertpfund (38:46) | Stadthalle Villach, Villach |

| 16. März 2021 19:15 | EC KAC Matt Fraser (12:23) Rok Tičar (24:45) Matt Fraser (53:47) | 3:2 (1:1, 1:1, 1:0) Spielbericht | EC VSV Jerry Pollastrone (00:27) Sahir Gill (22:41) | Stadthalle Klagenfurt, Klagenfurt |

| 19. März 2021 19:15 | EC VSV Jerry Pollastrone (27:55) Martin Ulmer (56:59) | 2:3 (0:1, 1:2, 1:0) Spielbericht | EC KAC Matt Fraser (06:48) Nick Petersen (36:46) Samuel Witting (38:42) | Stadthalle Villach, Villach |

| 21. März 2021 17:30 | EC KAC Thomas Koch (00:34) Nick Petersen (07:36) Johannes Bischofberger (38:44) Rok Tičar (58:09) | 4:1 (2:0, 1:1, 1:0) Spielbericht Stand: 4:1 | EC VSV Sahir Gill (27:11) | Stadthalle Klagenfurt, Klagenfurt |

#### EC Red Bull Salzburg – Dornbirn Bulldogs
| 12. März 2021 19:15 | EC Red Bull Salzburg | 0:2 (0:0, 0:1, 0:1) Spielbericht | Dornbirn Bulldogs Anthony Luciani (36:18) Daniel Woger (57:37) | Eisarena Salzburg, Salzburg |

| 14. März 2021 19:15 | Dornbirn Bulldogs Saku Salmela (1:16) Matt MacKenzie (6:27) Henrik Nilsson (7:22) Daniel Woger (23:54) Anthony Luciani (49:00) Henrik Nilsson (56:05) | 6:3 (3:0, 1:1, 2:2) Spielbericht | EC Red Bull Salzburg Mario Huber (27:28) Alexander Rauchenwald (48:36) Mario Huber (58:06) | Messestadion Dornbirn, Dornbirn |

| 16. März 2021 19:15 | EC Red Bull Salzburg Stefan Espeland (08:34) Filip Varejcka (24:30) Thomas Raffl (27:52) Alexander Rauchenwald (47:22) | 4:1 (1:0, 2:1, 1:0) Spielbericht | Dornbirn Bulldogs Vitālijs Pavlovs (32:52) | Eisarena Salzburg, Salzburg |

| 19. März 2021 19:15 | Dornbirn Bulldogs Anthony Luciani (29:43) Daniel Woger (30:30) Anthony Luciani (43:54) Andrew Yogan (59:49) | 4:6 (0:2, 2:1, 2:3) Spielbericht | EC Red Bull Salzburg Austin Ortega (06:32) Rick Schofield (09:14) Austin Ortega (22:32) Austin Ortega (46:21) David McIntyre (54:04) Florian Baltram (58:52) | Messestadion Dornbirn, Dornbirn |

| 21. März 2021 17:30 | EC Red Bull Salzburg Florian Baltram (25:15) | 1:0 (0:0, 1:0, 0:0) | Dornbirn Bulldogs | Eisarena Salzburg, Salzburg |

| 23. März 2021 19:15 | Dornbirn Bulldogs | 0:3 (0:1, 0:1, 0:1) Spielbericht Stand: 4:2 | EC Red Bull Salzburg Florian Baltram (18:03) Florian Baltram (36:05) Mario Huber (59:59) | Messestadion Dornbirn, Dornbirn |

#### Vienna Capitals – Fehérvár AV19
| 12. März 2021 19:15 | Vienna Capitals Ty Loney (13:19) Nikolaus Hartl (22:36) Ty Loney (29:01) Rafael Rotter (42:08) Ali Wukovits (52:48) Julian Großlercher (58:24) | 6:1 (1:0, 2:1, 3:0) Spielbericht | Fehérvár AV19 István Bartalis (24:06) | Erste Bank Arena, Wien |

| 14. März 2021 17:30 | Fehérvár AV19 János Hári (28:27) Bence Stipsicz (44:58) | 2:3 (0:1, 1:2, 1:0) Spielbericht | Vienna Capitals Ty Loney (19:49) Darren Archibald (29:51) Benjamin Nissner (39:43) | Ifjabb Ocskay Gábor Jégcsarnok, Székesfehérvár |

| 16. März 2021 19:15 | Vienna Capitals Benjamin Nissner (23:03) | 1:0 (0:0, 1:0, 0:0) Spielbericht | Fehérvár AV19 | Erste Bank Arena, Wien |

| 19. März 2021 19:15 | Fehérvár AV19 | 0:6 (0:3, 0:0, 0:3) Spielbericht Stand: 4:0 | Vienna Capitals Ty Loney (06:09) Grant Besse (11:01) Nikolaus Hartl (15:08) Darren Archibald (40:48) Ty Loney (47:46) Philippe Lakos (53:13) | Ifjabb Ocskay Gábor Jégcsarnok, Székesfehérvár |

### Halbfinale

#### HC Bozen – Vienna Capitals
| 28. März 2021 17:30 | HC Bozen Anton Bernard (01:46) Dennis Robertson (42:13) | 2:1 (1:0, 0:1, 1:1) Spielbericht | Vienna Capitals Benjamin Nissner (24:04) | Eiswelle, Bozen |

| 30. März 2021 19:30 | Vienna Capitals Jérôme Leduc (39:30) Benjamin Nissner (49:07) | 2:1 (0:1, 1:0, 1:0) Spielbericht | HC Bozen Daniel Frank (18:51) | Erste Bank Arena, Wien |

| 1. April 2021 19:15 | HC Bozen Anthony Bardaro (12:02) Brett Findlay (13:11) Mike Halmo (19:19) Daniel Frank (34:13) Angelo Miceli (43:48) Luca Frigo (59:40) | 6:3 (3:1, 1:1, 2:1) Spielbericht | Vienna Capitals Marco Richter (12:41) Ty Loney (21:43) Ali Wukovits (46:00) | Eiswelle, Bozen |

| 3. April 2021 19:15 | Vienna Capitals Taylor Vause (10:08) Marco Richter (37:27) Ty Loney (57:47) Benjamin Nissner (59:51) | 4:1 (1:0, 1:1, 2:0) Spielbericht | HC Bozen Dennis Robertson (28:11) | Erste Bank Arena, Wien |

| 5. April 2021 19:30 | HC Bozen Angelo Miceli (23:21) Anton Bernard (28:34) Gleason Fournier (48:44) Luca Frigo (59:27) | 4:2 (0:1, 2:1, 2:0) Spielbericht | Vienna Capitals Ty Loney (18:55) Ty Loney (27:26) | Eiswelle, Bozen |

| 7. April 2021 19:15 | Vienna Capitals Ty Loney (13:55) Taylor Vause (32:47) | 2:3 n. V. (1:0, 1:1, 0:1, 0:1) Spielbericht Stand: 4:2 | HC Bozen Brett Findlay (39:03) Anthony Bardaro (59:51) Angelo Miceli (73:11) | Erste Bank Arena, Wien |

#### EC KAC – EC Red Bull Salzburg
| 28. März 2021 17:30 | EC KAC Matt Fraser (12:45) Blaž Gregorc (21:39) Nick Petersen (27:09) Johannes Bischofberger (39:20) | 4:2 (1:0, 3:2, 0:0) Spielbericht | EC Red Bull Salzburg David McIntyre (21:58) Jack Skille (22:59) | Stadthalle Klagenfurt, Klagenfurt |

| 30. März 2021 19:15 | EC Red Bull Salzburg Alexander Rauchenwald (27:59) Dominique Heinrich (56:10) | 2:3 n. V. (0:1, 1:0, 1:1, 0:1) Spielbericht | EC KAC Rok Tičar (13:11) Rok Tičar (59:34) Clemens Unterweger (64:22) | Eisarena Salzburg, Salzburg |

| 1. April 2021 19:15 | EC KAC Thomas Hundertpfund (03:10) Samuel Witting (18:51) Thomas Hundertpfund (37:00) Nick Petersen (41:36) Manuel Ganahl (45:13) Nick Petersen (56:33) | 6:0 (2:0, 1:0, 3:0) Spielbericht | EC Red Bull Salzburg | Stadthalle Klagenfurt, Klagenfurt |

| 3. April 2021 19:15 | EC Red Bull Salzburg Dominique Heinrich (03:32) Austin Ortega (10:30) John Hughes (31:39) David McIntyre (58:52) | 4:3 (2:1, 1:1, 1:1) Spielbericht | EC KAC Blaž Gregorc (04:25) Nick Petersen (24:36) Blaž Gregorc (59:17) | Eisarena Salzburg, Salzburg |

| 5. April 2021 19:30 | EC KAC Clemens Unterweger (25:27) | 1:0 (0:0, 1:0, 0:0) Spielbericht Stand: 4:1 | EC Red Bull Salzburg | Stadthalle Klagenfurt, Klagenfurt |

### Finale

#### HC Bozen - EC KAC
| 11. April 2021 17:30 | HC Bozen | 0:6 (0:1, 0:2, 0:3) Spielbericht | EC KAC Martin Schumnig (11:28) Nick Petersen (28:20) Nick Petersen (38:01) Lukas Haudum (48:30) Thomas Hundertpfund (50:18) Nick Petersen (54:24) | Eiswelle, Bozen |

| 13. April 2021 19:30 | EC KAC Manuel Geier (07:17) Matt Fraser (21:12) Lukas Haudum (37:39) Lukas Haudum (43:15) Johannes Bischofberger (54:40) | 5:4 (1:1, 2:2, 2:1) Spielbericht | HC Bozen Dennis Robertson (19:31) Gleason Fournier (28:31) Anthony Bardaro (39:48) Daniel Catenacci (58:57) | Stadthalle Klagenfurt, Klagenfurt |

| 16. April 2021 19:30 | HC Bozen Daniel Frank (47:50) Domenico Alberga (59:17) | 2:0 (0:0, 0:0, 2:0) Spielbericht | EC KAC | Eiswelle, Bozen |

| 18. April 2021 17:30 | EC KAC Matt Fraser (00:16) Blaž Gregorc (63:25) | 2:1 n. V. (1:0, 0:0, 0:1, 1:0) Spielbericht | HC Bozen Anton Bernard (47:25) | Stadthalle Klagenfurt, Klagenfurt |

| 20. April 2021 19:30 | HC Bozen Luca Frigo (05:08) Dustin Gazley (33:03) Brett Findlay (48:47) | 3:5 (1:1, 1:2, 1:2) Spielbericht Stand: 1:4 | EC KAC Nick Petersen (17:07) Matt Fraser (21:24) Rok Tičar (26:01) Matt Fraser (41:26) Manuel Geier (58:52) | Eiswelle, Bozen |

### Topscorer
| Spieler             | Mannschaft | SP | T  | A  | P  | SM | +/− | PPT | PPA | SHT | SHA | GW | SaT | S%   | FO      | FO%  |
| ------------------- | ---------- | -- | -- | -- | -- | -- | --- | --- | --- | --- | --- | -- | --- | ---- | ------- | ---- |
| Nick Petersen       | EC KAC     | 15 | 10 | 13 | 23 | 8  | +10 | 3   | 7   | 0   | 0   | 2  | 40  | 25,0 | 0/0     | 0,0  |
| Rok Tičar           | EC KAC     | 15 | 5  | 12 | 17 | 11 | +6  | 2   | 5   | 0   | 0   | 0  | 33  | 15,2 | 82/190  | 43,2 |
| Ty Loney            | Capitals   | 10 | 10 | 6  | 16 | 10 | +5  | 3   | 1   | 0   | 0   | 1  | 46  | 21,7 | 1/2     | 50,0 |
| Matt Fraser         | EC KAC     | 15 | 10 | 5  | 15 | 10 | +4  | 6   | 2   | 0   | 0   | 2  | 34  | 29,4 | 0/0     | 0,0  |
| Brett Findlay       | Bozen      | 16 | 7  | 8  | 15 | 8  | +2  | 1   | 1   | 0   | 0   | 1  | 47  | 14,9 | 115/207 | 55,6 |
| Angelo Miceli       | Bozen      | 15 | 4  | 8  | 12 | 4  | +6  | 1   | 1   | 0   | 0   | 1  | 28  | 14,3 | 0/0     | 0,0  |
| Thomas Koch         | EC KAC     | 15 | 1  | 11 | 12 | 6  | +4  | 0   | 7   | 0   | 0   | 0  | 23  | 4,3  | 145/255 | 56,9 |
| Benjamin Nissner    | Capitals   | 10 | 5  | 6  | 11 | 0  | +6  | 1   | 1   | 0   | 0   | 3  | 25  | 20,0 | 97/194  | 50,0 |
| Lukas Haudum        | EC KAC     | 15 | 5  | 6  | 11 | 6  | +4  | 2   | 1   | 0   | 0   | 0  | 38  | 13,2 | 0/1     | 0,0  |
| Thomas Hundertpfund | EC KAC     | 15 | 4  | 6  | 10 | 14 | +4  | 2   | 0   | 0   | 1   | 1  | 42  | 9,5  | 119/252 | 47,2 |

Legende: 
SP = Spiele, T = Tore, A = Assists, P = Punkte, SM = Strafminuten, +/− = Plusminus-Wert, PPT = Powerplaytore, PPA = Powerplayassists, SHT = Unterzahltore, SHA = Unterzahlassists, GW = Siegestore, SaT = Schüsse aufs Tor, S% = Schusseffizienz, FO = Bullys (gewonnen/gesamt), FO% = Bullyquote

### Torhüter
| Spieler                 | Mannschaft | SP | Min    | GT | GTS  | SaT | SVS | SVS%  | SO | RS | OTS | RN | OTN |
| ----------------------- | ---------- | -- | ------ | -- | ---- | --- | --- | ----- | -- | -- | --- | -- | --- |
| Thomas Höneckl          | Dornbirn   | 2  | 117:30 | 3  | 1,53 | 60  | 57  | 95,00 | 0  | 0  | 0   | 2  | 0   |
| Sebastian Dahm          | KAC        | 15 | 902:14 | 28 | 1,86 | 425 | 397 | 93,41 | 3  | 10 | 2   | 3  | 0   |
| Bernhard Starkbaum      | Capitals   | 10 | 593:36 | 18 | 1,82 | 258 | 240 | 93,02 | 2  | 6  | 0   | 3  | 1   |
| Alexander Schmidt       | VSV        | 5  | 258:12 | 13 | 3,02 | 152 | 139 | 91,45 | 0  | 1  | 0   | 3  | 0   |
| Oskar Östlund           | Dornbirn   | 4  | 238:31 | 12 | 3,02 | 139 | 127 | 91,37 | 1  | 2  | 0   | 2  | 0   |
| Jared Coreau            | Bratislava | 5  | 274:13 | 14 | 3,06 | 158 | 144 | 91,14 | 0  | 1  | 0   | 3  | 1   |
| Leland Irving           | Bozen      | 16 | 975:07 | 40 | 2,46 | 443 | 403 | 90,97 | 1  | 7  | 2   | 6  | 1   |
| Jesper Eliasson         | Salzburg   | 4  | 182:34 | 7  | 2,30 | 71  | 64  | 90,14 | 0  | 1  | 0   | 2  | 0   |
| Jean-Philippe Lamoureux | Salzburg   | 9  | 472:18 | 22 | 2,79 | 215 | 193 | 89,77 | 2  | 4  | 0   | 3  | 1   |
| Jaroslav Janus          | Fehérvár   | 4  | 192:44 | 13 | 4,05 | 120 | 107 | 89,17 | 0  | 0  | 0   | 4  | 0   |

Legende: 
SP = Spiele, Min = Spielminuten, GT = Gegentore, GTS = Gegentorschnitt, SaT = Schüsse aufs Tor, SVS = gehaltene Schüsse, SVS% = Fangquote, SO = Shutouts, RS = Siege in reguläre Spielzeit, OTS = Overtimesiege, RN = Niederlagen in regulärer Spielzeit, OTN = Overtimeniederlagen

## Kader des Österreichischen Meisters
| Österreichischer Meister EC KAC | Torhüter: Sebastian Dahm, David Madlener Verteidiger: Blaž Gregorc, Michael Kernberger, David Fischer, Paul Postma, Martin Schumnig, Kele Steffler, Steven Strong, Clemens Unterweger, Thomas Vallant, Niklas Würschl Angreifer: Johannes Bischofberger, Alexander Cijan, Matt Fraser, Manuel Ganahl, Stefan Geier, Manuel Geier, Lukas Haudum, Thomas Hundertpfund, Thomas Koch, Daniel Obersteiner, Nick Petersen, Rok Tičar, Marcel Witting, Samuel Witting Trainerstab: Petri Matikainen, Juha Vuori |

## Zuschauerstatistik
Die folgende Tabelle gibt die Zuschauerzahlen der Clubs, sowie der gesamten Liga wieder. Angeführt sind Heim- und Auswärtsspiele, sowie die Gesamtsummen. Aufgrund der COVID-19-Pandemie und der dadurch bedingten Restriktionen bei der maximal möglichen Zuschaueranzahl sind die Zahlen deutlich geringer als in den vorangegangenen Spielzeiten.
|       |                      | Heimspiele | Heimspiele | Heimspiele | Auswärtsspiele | Auswärtsspiele | Auswärtsspiele | Gesamt | Gesamt | Gesamt |
| Rang  | Mannschaft           | SP         | ZU         | SCHN       | SP             | ZU             | SCHN           | SP     | ZU     | SCHN   |
| ----- | -------------------- | ---------- | ---------- | ---------- | -------------- | -------------- | -------------- | ------ | ------ | ------ |
| 1     | Fehérvár AV19        | 26         | 6.413      | 246        | 26             | 2.207          | 84             | 52     | 8.620  | 165    |
| 2     | Black Wings 1992     | 25         | 4.749      | 189        | 25             | 4.671          | 186            | 50     | 9.420  | 188    |
| 3     | EC Red Bull Salzburg | 29         | 4.685      | 161        | 30             | 3.835          | 127            | 59     | 8.520  | 144    |
| 4     | HC Innsbruck         | 25         | 3.940      | 157        | 25             | 4.215          | 168            | 50     | 8.155  | 163    |
| 5     | Vienna Capitals      | 29         | 4.500      | 155        | 29             | 2.960          | 102            | 58     | 7.460  | 128    |
| 6     | EC KAC               | 32         | 4.694      | 146        | 31             | 3.067          | 98             | 63     | 7.761  | 123    |
| 7     | HC Bozen             | 33         | 3.275      | 99         | 31             | 2.173          | 70             | 64     | 5.448  | 85     |
| 8     | Graz 99ers           | 25         | 2.423      | 96         | 25             | 4.593          | 183            | 50     | 7.016  | 140    |
| 9     | EC VSV               | 27         | 2.569      | 95         | 28             | 4.149          | 148            | 55     | 6.718  | 122    |
| 10    | Dornbirn Bulldogs    | 28         | 747        | 26         | 28             | 3.285          | 117            | 56     | 4.032  | 72     |
| 11    | Bratislava Capitals  | 27         | 495        | 18         | 28             | 3.335          | 119            | 55     | 3.830  | 69     |
| SUMME | SUMME                | 306        | 38.490     | 126        | 306            | 38.490         | 126            | 612    | 76.980 | 126    |